# Prima World
Prima World este un canal de televiziune din România deținut de Clever Group care difuzează emisiuni despre mâncăruri, călătorii și lifestyle. Canalul s-a lansat ca Prima Food & Travel pe 1 aprilie 2024 înlocuind canalul Arcadia World pe frecvența veche, însă la data de 16 mai 2024, Prima Food & Travel a fost înlocuit de Prima World.